# إن ستايل (مجلة)
InStyle (بالعربية : في الأناقة) هي مجلة أزياء شهرية، تأسست في عام 1994. في الولايات المتحدة الأمريكية من قبل شركة ميريديث. و مجلة الباسيفك في أستراليا .

## الوصف
المجلة تقدم مقالات عن الجمال و الأزياء والمنزل و التسلية ومقالات عن المساعي الخيرية  وأنماط حياة المشاهير و أيضا تقوم بالإعلانات . و تترأس المجلة لورا براون و الناشر هو كيفن مارتينيز.
بعدما نشأت في الولايات المتحدة الأمريكية، بدأت المجلة في التوسع وأصبحت علامة تجارية اعتبارا من عام 2012. وبدأ توزيع طبعات دولية في أكثر من 16 بلد،  بما في ذلك أستراليا والمملكة المتحدة  وألمانيا والبرازيل واليونان وبولندا وكوريا الجنوبية وإسبانيا وروسيا وتركيا وجنوب أفريقيا، رومانيا و وروسيا. في مايو 2017، النسخة الصينية من المجلة أطلقت كجزء من الشراكة مع القائمة الأسبوعية وظهرت فيكتوريا بيكهام في أول غطاء للمجلة.
في عام 2018، أصبحت المجلة أول مجلة أزياء حظرت التصوير والإعلانات التي تضم الفراء .

## الموظفين
في عام 2016، لورا براون المديرة التنفيذية السابقة المحررة لمجلة هاربر بازار، أٌعلنت رئيسة التحرير الجديدة، وبذلك حلّت محل ارييل فوكسمان، الذي كان مدير التحرير لمدة ثماني سنوات. أول مجلة اصدرت عندما أصبحت براون الرئيسة  كان في كانون الأول / ديسمبر 2016.

## وصلات خارجية
- الموقع الرسمي
- مقابلة مع ارييل فوكسمان في TheodoraandCallum.com
- قالب:Fashionmagazineعارضة الأزياء الدليل